# Mario Mattei Orsini, barone di Paganica
Mario Mattei Orsini, talvolta indicato come Mario senior per distinguerlo dall'omonimo nipote (Roma, 1571 – Roma, gennaio 1621), è stato un nobile e politico italiano. Fu il primo membro del suo ramo della famiglia a possedere un titolo feudale.

## Biografia
Mario Mattei Orsini nacque a Roma nel 1571 da Fabio Mattei e Faustina di Vicino Orsini. Fu Mario il primo ad aggiungere al proprio cognome quello della famiglia materna, che fu poi mantenuto da tutti i suoi discendenti.
L'11 ottobre 1592 sposò Prudenza di Ludovico Cenci (battezzata il 25 luglio 1576 - 20 marzo 1616), sorella del futuro vescovo e cardinale Tiberio, dalla quale ebbe numerosi figli e figlie: Gaspare, Giuseppe, Fabio, Carlo, Porzia, Aurora, Maria Drusilla e Lucrezia.
Come molti altri membri del suo casato, ricoprì diverse cariche nell'amministrazione capitolina: fu caporione di Sant'Angelo negli anni 1592, 1595, 1603 e 1607 e infine conservatore di Roma nel 1608.
Nello stesso anno, alla morte del padre, ereditò, in quanto unico figlio maschio, tutti gli averi paterni, tra cui il palazzo di famiglia nell'Isola Mattei che, proprio a partire dalla proprietà di Mario, prenderà il nome di Palazzo Mattei di Paganica.
Nel 1609, acquistò dagli oratoriani l'attuale Villa Lancellotti di Frascati con l'annesso Parco dell'Ombrellino, che tre anni dopo rivendette al cardinale Ferdinando Gonzaga. Con il denaro ricavato da questa vendita, nel 1612, perfezionò l'acquisto da Ludovico de Torres del feudo di Paganica (comprendente anche i centri di Tempera, Onna e San Gregorio), vicino a l'Aquila, insieme all'annesso titolo di barone. L'acquisizione del feudo abruzzese, le cui trattative erano già state avviate dal padre nel 1607, comportò per Mario un esborso totale di 32.000 scudi, 24.000 dei quali gli erano stati lasciati in eredità da Fabio per questo esatto scopo.
Mario morì neanche cinquantenne nel gennaio del 1621. Tutti i suoi figli, escluso il maggiore Gaspare, furono affidati alle cure della famiglia materna. Data la numerosità della prole, che avrebbe potuto comportare il rischio di frammentazione del patrimonio, Mario decise, nel suo testamento, di abbandonare la politica di eredità in comune tipica della famiglia Mattei e di adottare, invece, quella della primogenitura. Nominò perciò erede principale il secondogenito Giuseppe, dato che il primo figlio, Gaspare, era stato avviato alla carriera ecclesiastica (nello stesso testamento, Mario invitava, tuttavia, i figli a considerare quest'ultimo come capo della famiglia). Agli altri due figli maschi minori lasciò solo la minima quota legittima.
Simile fu la sua politica verso la prole femminile: solo la figlia maggiore, Porzia, fu data in sposa al nobile napoletano Federico Pappacoda, mentre le altre furono avviate alla vita monastica presso il convento dei Santi Domenico e Sisto, onde evitare che il suo patrimonio finisse dilapidato nella creazione di ingenti doti, come era accaduto a suo zio Muzio, che aveva maritato tutte le proprie figlie con membri di rilievo della nobiltà romana.

## Ascendenza
|                     |                     |                          | Genitori                   |  |  | Nonni |  |  | Bisnonni              |  |  | Trisnonni         |  |
|                     |                     |                          |                            |  |  |       |  |  | Pietro Antonio Mattei |  |  | Ludovico I Mattei |  |
|                     |                     |                          |                            |  |  |       |  |  | Pietro Antonio Mattei |  |  | Ludovico I Mattei |  |
|                     |                     | Giovanna Capodiferro     |                            |  |  |       |  |  | Pietro Antonio Mattei |  |  |                   |  |
| Ludovico II Mattei  |                     |                          |                            |  |  |       |  |  | Pietro Antonio Mattei |  |  |                   |  |
|                     |                     | Antonina Capodiferro     | Federico Capodiferro       |  |  |       |  |  |                       |  |  |                   |  |
|                     |                     | Antonina Capodiferro     | Federico Capodiferro       |  |  |       |  |  |                       |  |  |                   |  |
|                     |                     | Antonina Capodiferro     | Virginia                   |  |  |       |  |  |                       |  |  |                   |  |
| Fabio Mattei        |                     | Antonina Capodiferro     |                            |  |  |       |  |  |                       |  |  |                   |  |
|                     |                     | Camillo Capranica        | Bartolomeo Capranica       |  |  |       |  |  |                       |  |  |                   |  |
|                     |                     | Camillo Capranica        | Bartolomeo Capranica       |  |  |       |  |  |                       |  |  |                   |  |
|                     |                     | Camillo Capranica        | Costanza Leni              |  |  |       |  |  |                       |  |  |                   |  |
| Lucrezia Capranica  |                     | Camillo Capranica        |                            |  |  |       |  |  |                       |  |  |                   |  |
|                     |                     | Faustina Della Valle     | Bartolomeo Della Valle     |  |  |       |  |  |                       |  |  |                   |  |
|                     |                     | Faustina Della Valle     | Bartolomeo Della Valle     |  |  |       |  |  |                       |  |  |                   |  |
|                     |                     | Faustina Della Valle     | Cristina Rustici           |  |  |       |  |  |                       |  |  |                   |  |
| Mario Mattei Orsini |                     | Faustina Della Valle     |                            |  |  |       |  |  |                       |  |  |                   |  |
|                     | Gian Corrado Orsini | Girolamo Orsini          |                            |  |  |       |  |  |                       |  |  |                   |  |
|                     | Gian Corrado Orsini | Girolamo Orsini          |                            |  |  |       |  |  |                       |  |  |                   |  |
|                     | Gian Corrado Orsini | Luisa d'Alviano          |                            |  |  |       |  |  |                       |  |  |                   |  |
| Vicino Orsini       | Gian Corrado Orsini |                          |                            |  |  |       |  |  |                       |  |  |                   |  |
|                     |                     | Clarice Orsini           | Franciotto Orsini          |  |  |       |  |  |                       |  |  |                   |  |
|                     |                     | Clarice Orsini           | Franciotto Orsini          |  |  |       |  |  |                       |  |  |                   |  |
|                     |                     | Clarice Orsini           | Violante Orsini            |  |  |       |  |  |                       |  |  |                   |  |
| Faustina Orsini     |                     | Clarice Orsini           |                            |  |  |       |  |  |                       |  |  |                   |  |
|                     |                     | Galeazzo I Farnese       | Pier Bertoldo Farnese      |  |  |       |  |  |                       |  |  |                   |  |
|                     |                     | Galeazzo I Farnese       | Pier Bertoldo Farnese      |  |  |       |  |  |                       |  |  |                   |  |
|                     |                     | Galeazzo I Farnese       | Battistina dell'Anguillara |  |  |       |  |  |                       |  |  |                   |  |
| Giulia Farnese      |                     | Galeazzo I Farnese       |                            |  |  |       |  |  |                       |  |  |                   |  |
|                     |                     | Isabella dell'Anguillara | Giuliano dell'Anguillara   |  |  |       |  |  |                       |  |  |                   |  |
|                     |                     | Isabella dell'Anguillara | Giuliano dell'Anguillara   |  |  |       |  |  |                       |  |  |                   |  |
|                     |                     | Isabella dell'Anguillara | Girolama Farnese           |  |  |       |  |  |                       |  |  |                   |  |
|                     |                     | Isabella dell'Anguillara |                            |  |  |       |  |  |                       |  |  |                   |  |